# Peter Arnett
Peter Gregg Arnett (Riverton, 13 de novembro de 1934) é um jornalista norte-americano nascido na Nova Zelândia, que começou a carreira trabalhando para o National Geographic Magazine e depois fez fama e prestígio como jornalista de redes de televisão, especialmente a CNN, e correspondente de guerra da Associated Press, recebendo em 1966 o Prêmio Pulitzer por seu trabalho no Vietnã.

## Vietnã
Os primeiros anos de Arnett no jornalismo foram no Sudeste Asiático, especialmente em Bangkok, na Tailândia, num pequeno jornal em língua inglesa no Laos.. Depois disso, ele foi para o Vietnã, onde começou a trabalhar para a agência de notícias Associated Press,e escreveu importantes artigos sobre a situação no país e sobre a guerra, que atraíram a ira do governo norte-americano. Fisicamente destemido, Arnett participou de diversas operações ao lado das tropas americanas, incluindo o relato da traumática batalha na Colina 875, onde soldados tentaram resgatar outro grupo cercado pelos vietnamitas, e quase todos pereceram no combate, durante o resgate.
Seus artigos da frente de combate, reproduzidos em centenas de jornais de todo o mundo, focavam principalmente em histórias com soldados comuns e civis, e lhe causaram problemas com o governo norte-americano, por serem considerados negativos para a causa da guerra, fazendo com que o General William Westmoreland, comandante das forças americanas no Vietnã, e o Presidente Lyndon Johnson, pressionassem a AP para retirá-lo do Vietnã, sem resultado. Sua mais famosa reportagem da guerra foi a declaração, dada em 7 de fevereiro de 1968 por um oficial não-identificado do exército, de que a 'vila de Ben Tre precisou ser totalmente destruída para ser salva'. Em 2004, a escritora de direita Mona Charen diria em seu livro Useful Idiots, que a declaração teria sido fabricada por Arnett.
Ele foi um dos poucos jornalistas ocidentais a se encontrarem em Saigon quando a cidade caiu frente aos exércitos norte-vietnamitas em abril de 1975, e esteve com os soldados invasores que lhe explicaram como haviam feito para tomar a cidade, em sua última ofensiva da guerra.

## Guerra do Golfo
A fama mundial de Arnett, entretanto, veio com a Guerra do Golfo, quando trabalhava como repórter para a rede de televisão a cabo CNN, e foi o único jornalista a cobrir ao vivo a guerra direto de Bagdá, nos primeiros dias do bombardeio norte-americano à cidade. Suas reportagens dramáticas geralmente eram feitas tendo ao fundo o som de explosões e sirenes de aviso antiaéreo, vistas e ouvidas no mundo todo. Junto com Bernard Shaw e John Holliman, ele fez uma série de matérias contínuas de Bagdá durante as primeiras intensas dezesseis horas da guerra, em 17 de janeiro de 1991.
Apesar de cerca de 40 jornalistas internacionais estarem presentes em Bagdá, no Hotel Al-Rashid, naquele momento, apenas a CNN possuía os meios de se comunicar com o mundo exterior, devido à nova tecnologia do telefone por satélite, disponível apenas para a estação. Os outros jornalistas na cidade, assim como seus dois colegas da CNN, deixaram Bagdá em poucos dias, o que transformou Arnett no único jornalista estrangeiro em operação em Bagdá. Suas reportagens sobre os danos causados a instalações civis pelos bombardeios, foram mal recebidas pelo comando da coalização, que, antes da guerra, com seu uso contante dos termos 'bombas inteligentes' e 'precisão cirúrgica, pretendiam projetar uma imagem que os danos civis nos bombardeios seriam mínimos.
Em 25 de janeiro, a Casa Branca fez um comunicado de que Arnett estava sendo usado com uma ferramenta de desinformação da inteligência iraquiana e a CNN recebeu uma carta assinada por 34 membros do Congresso dos Estados Unidos, acusando-o de ser um jornalista 'impatriota'. Entre suas mais controversas reportagens, ficou famosa aquela sobre o bombardeio de uma fábrica de leite para crianças, supostamente identificada pela inteligência das forças da Coalizão como uma fábrica de armas bacteriológicas. Durante o começo da guerra, ele também conseguiu o feito de realizar uma entrevista com o líder iraquiano Saddam Hussein.
A Guerra do Golfo se tornou a primeira guerra a ser vista ao vivo e inteiramente pela tv, e Arnett teve o mérito, a sorte e o prestígio de ser o único, durante cinco semanas, a transmitir sozinho uma guerra vista do 'outro lado'.

## Vida pessoal e honrarias
Além do Prêmio Pulitzer de Jornalismo recebido por suas matérias na Guerra do Vietnam, ele foi condecorado por seu país de nascimento com a Ordem do Mérito da Nova Zelândia (New Zealand Order of Merit) e teve o privilégio de ser o primeiro jornalista a transmitir uma reportagem em tv de alta definição, durante sua cobertura da invasão do Afeganistão pelos Estados Unidos, em dezembro de 2001.
Arnett foi casado por dezenove anos (1964-1983) com uma sul-vietnamita, Nina Nguyen, com quem teve um casal de filhos. Sua filha, Elza, também é jornalista e já trabalhou no The Washington Post e Boston Globe..
Em 1994, escreveu o best-seller 'Ao Vivo do Campo de Batalha' (Live from the Battlefield: From Vietnam to Baghdad, 35 Years in the World's War Zones), em que conta histórias de seu trabalho como correspondente de guerra em lugares tão diferentes do mundo quanto Vietnam, Laos, Indonésia, Chipre, Iraque e Afeganistão.